# X век до н. э.
X (деся́тый) век до на́шей э́ры по пролептическому юлианскому календарю — век с 1 января 1000 года до н. э. по 31 декабря 901 года до н. э. Это 1-й век 1-го тысячелетия до н. э. Ему предшествовал XI век до н. э., за ним следовал IX век до н. э. Закончился 2925 лет назад.

## Датировки
- В целом расхождения для хронологии Ближнего Востока для X века не превышают нескольких лет в ту или другую сторону.
- Данные по правителям Израиля и Иудеи в статьях о десятилетиях следуют работам Е. Р. Тиле, принятыми И. Р. Тантлевским[1].
- Данные по Китаю в статьях о десятилетиях указаны согласно статье Хронологический проект Ся-Шан-Чжоу.

Существуют и другие списки царей, относимых к этому периоду: но для Армении (см.), Аракана (см.), Кореи (см.) и Ирландии (см.) они явно вымышлены в средние века, а для Греции и Индии, а также царей Альба-Лонги носят полулегендарный характер, поэтому в статьях о годах они не указываются.

## Правители
- Фараоны Аменемопет, Осоркон Старший, Сиамон I, Псусеннес II, Шешонк I, Осоркон I.
- Цари Иудеи Ишбаал, Давид, Соломон, Ровоам, Авия, Аса.
- Цари Израиля Иеровоам I, Надав, Вааса.
- Цари Тира Абибаал, Хирам I Великий, Баалезор I, Абдастарт, Метастарт, Астарим.
- Цари Дамаска Ризон I, Таб-Риммон.
- Цари Ассирии Ашшур-раби II, Ашшур-реш-иши II, Тукульти-апиль-эшарра II, Ашшур-дан II, Адад-нирари II.
- Цари Вавилона Нинурта-кудурри-уцур I, Ширикти-Шукамуна. 7-я династия Марбити-апли. 8-я династия Набу-мукин, Нинурта-кудурри-уцур II, Мар-бити-аххе-иддин, Шамаш-мудаммик.
- Цари Элама для данного периода неизвестны.
- Цари Чжоу Кан-ван, Чжао-ван, Му-ван, Гун-ван.
- См. также Список глав государств в 1000 году до н. э.

Полулегендарные правители:
- Цари Мессении Главк, Истмий.
- Цари Спарты (из династии Агидов) Эхестрат, Лабота, Дорисс; (из династии Эврипонтидов) Эврипонт, Пританид, Эвном.
- Цари Аргоса.
- Цари Коринфа.
- Цари Аркадии.
- Архонты Афин.
- Цари Альба-Лонги.

## События с приблизительной датировкой
- Создание Уффингтонской белой лошади

### Условно относимые к 1000 году
- Начало эпохи античного искусства (завершилась к 500 году).
- Территорию Уэльса заселяют кельтские племена кимров (камбрийцев).
- Предположительный конец периода формирования Самаведы
- Предположительная дата Битвы на Курукшетре.
- Ок.1000 — пикты переселились в Шотландию из континентальной Европы.
- Ок.1000 — колонизация финикийцами Мальты.
- Ок.1000 — начало железного века в Эгеиде.
- Ок.1000 — Делос заселён греками вместо карийцев. Вторжение дорийцев на Родос.
- Ок.1000 — культура «строителей на холмах» в Сев. Америке.
- Ок.1000 — заселение из Микронезии островов Маршалла.
- Ок.1000 — первые поселения меланезийцев на Палау и Фиджи, полинезийцев на Тонга и Самоа.
- Ок.1000 до н. э. — III—IV века н. э. — миграция народов банту из Камеруна в Южную Африку. Расселение в Южной Африке.